# Can-Am sezona 1973
Can-Am sezona 1973 je bila osma sezona serije Can-Am, ki je potekala med 10. junijem in 28. oktobrom 1973. 

## Spored dirk
| Št | Dirka                        | Dirkališče                      | Datum         |
| -- | ---------------------------- | ------------------------------- | ------------- |
| 1  | Labatt's Blue Trophy         | Mosport Park                    | 10. junij     |
| 2  | Atlanta Can-Am               | Road Atlanta                    | 8. julij      |
| 3  | Watkins Glen Can-Am          | Watkins Glen International      | 22. julij     |
| 4  | Buckeye Cup                  | Mid-Ohio Sports Car Course      | 12. avgust    |
| 5  | Road America Can-Am          | Road America                    | 26. avgust    |
| 6  | Molson Cup                   | Edmonton Speedway Park          | 16. september |
| 7  | Monterey Castrol Grand Prix  | Laguna Seca Raceway             | 14. oktober   |
| 8  | Los Angeles Times Grand Prix | Riverside International Raceway | 28. oktober   |

## Rezultati
| Št | Dirkališče   | Zmag. moštvo                       | Poročilo |
| Št | Dirkališče   | Zmag. dirkač                       | Poročilo |
| -- | ------------ | ---------------------------------- | -------- |
| 1  | Mosport      | #23 Rinzler Motoracing Royal Crown | Poročilo |
| 1  | Mosport      | Charlie Kemp                       | Poročilo |
| 2  | Road Atlanta | #16 Rinzler Motoracing Royal Crown | Poročilo |
| 2  | Road Atlanta | George Follmer                     | Poročilo |
| 3  | Watkins Glen | #6 Roger Penske Enterprises        | Poročilo |
| 3  | Watkins Glen | Mark Donohue                       | Poročilo |
| 4  | Mid-Ohio     | #6 Roger Penske Enterprises        | Poročilo |
| 4  | Mid-Ohio     | Mark Donohue                       | Poročilo |
| 5  | Road America | #6 Roger Penske Enterprises        | Poročilo |
| 5  | Road America | Mark Donohue                       | Poročilo |
| 6  | Edmonton     | #6 Sunoco Porsche+Audi             | Poročilo |
| 6  | Edmonton     | Mark Donohue                       | Poročilo |
| 7  | Laguna Seca  | #6 Roger Penske Enterprises        | Poročilo |
| 7  | Laguna Seca  | Mark Donohue                       | Poročilo |
| 8  | Riverside    | #6 Roger Penske Enterprises        | Poročilo |
| 8  | Riverside    | Mark Donohue                       | Poročilo |

## Dirkaško prvenstvo
Prva deseterica dirkačev dobi prvenstvene točke po sistemu: 20-15-12-10-8-6-4-3-2-1.
| Poz | Dirkač              | Moštvo                                        | Dirkalnik                    | Motor                | 1. | 2. | 3. | 4. | 5. | 6. | 7. | 8. | Skupaj |
| --- | ------------------- | --------------------------------------------- | ---------------------------- | -------------------- | -- | -- | -- | -- | -- | -- | -- | -- | ------ |
| 1   | Mark Donohue        | Roger Penske Enterprises                      | Porsche 917/30               | Porsche              | 4  | 15 | 20 | 20 | 20 | 20 | 20 | 20 | 139    |
| 2   | George Follmer      | Rinzler Motorracing Royal Crown               | Porsche 917/10               | Porsche              |    | 20 |    | 15 | 12 | 15 |    |    | 62     |
| 3   | Hurley Haywood      | Brumos Racing                                 | Porsche 917/10               | Porsche              |    | 8  |    | 12 |    |    | 12 | 15 | 47     |
| 4   | Charlie Kemp        | Rinzler Motorracing Royal Crown               | Porsche 917/10               | Porsche              | 20 |    | 10 |    |    | 3  |    | 12 | 45     |
| 5   | Bob Nagel           | Nagel Racing                                  | Lola T260                    | Chevrolet            | 12 | 6  |    |    | 6  | 4  | 6  | 10 | 44     |
| 6   | Jody Scheckter      | Vasek Polak Racing                            | Porsche 917/10               | Porsche              |    | 12 | 12 |    | 15 |    |    |    | 39     |
| 7   | David Hobbs         | Roy Woods Racing                              | McLaren M20                  | Chevrolet            |    | 10 | 15 |    |    | 10 | 2  |    | 37     |
| 8   | Scooter Patrick     | U.S. Racing                                   | McLaren M8F                  | Chevrolet            | 10 |    | 1  |    | 10 | 6  | 3  | 1  | 31     |
| 9   | Jackie Oliver       | Don Nichols                                   | Shadow DN2                   | Chevrolet            |    |    |    | 3  |    | 12 | 15 |    | 30     |
| 10  | Steve Durst         | Vasek Polak Racing Motschenbacher Racing      | Porsche 917/10 McLaren M8F   | Porsche Chevrolet    | 8  | 4  | 4  | 1  |    | 8  | 1  | 3  | 29     |
| 11  | Bobby Brown         | Commander Motor Homes                         | McLaren M8F                  | Chevrolet            |    |    |    | 8  | 8  |    | 10 |    | 26     |
| 12  | Milt Minter         | Commander Motor Homes Otto Zipper Alfa Racing | McLaren M8F Alfa Romeo T33/3 | Chevrolet Alfa Romeo |    |    |    |    |    |    | 8  | 8  | 16     |
| 13  | Hans Wiedmer        | Hans Wiedmer                                  | Porsche 917/10               | Porsche              | 15 |    |    |    |    |    |    |    | 15     |
| 14  | Tom Dutton          | Burmester Racing                              | McLaren M8C                  | Chevrolet            |    |    | 6  | 4  |    | 1  |    | 4  | 15     |
| 15  | John Cannon         | Motschenbacher Racing Commander Motor Homes   | McLaren M8F McLaren M20      | Chevrolet            | 6  |    | 8  |    |    |    |    |    | 14     |
| 16  | Derek Bell          | Motschenbacher Racing                         | McLaren M8F                  | Chevrolet            |    |    |    | 10 |    |    |    |    | 10     |
| 17  | Bob Peckham         | Bob Peckham                                   | McLaren M8C                  | Chevrolet            |    |    |    |    |    |    | 4  | 6  | 10     |
| 18  | Danny Hopkins       | Commander Motor Homes                         | McLaren M8F                  | Chevrolet            |    |    |    | 6  | 2  |    |    |    | 8      |
| 19  | Tom Heyser          | Tom Heyser                                    | Lola T260                    | Chevrolet            |    | 3  | 3  |    | 1  |    |    |    | 7      |
| 20  | Gary Wilson         | Gary Wilson                                   | McLaren M8E                  | Chevrolet            |    |    |    | 2  | 4  |    |    |    | 6      |
| 21  | Ed Felter           | Blue Magic Corporation                        | McLaren M8E                  | Chevrolet            | 3  | 1  |    |    |    |    |    |    | 4      |
| 22  | John Cordts         | William Overhauser Racing                     | McLaren M8D                  | Chevrolet            | 2  |    |    |    |    | 2  |    |    | 4      |
| 23  | Warren Agor         | Warren Agor Racing                            | McLaren M8FP                 | Chevrolet            |    |    |    |    | 3  |    |    |    | 3      |
| 24  | Pete Sherman        | Dave Causey                                   | McLaren M8F                  | Chevrolet            | 1  | 2  |    |    |    |    |    |    | 3      |
| 25= | Peter Gregg         | Brumos Racing                                 | Porsche Carrera RSR          | Porsche              |    |    | 2  |    |    |    |    |    | 2      |
| 25= | Hans Müller-Perschl | Hans Müller-Perschl                           | KWM SP20                     | Porsche              |    |    |    |    |    |    |    | 2  | 2      |